# Kuşadasıspor
Kuşadasıspor ist ein türkischer Fußballverein aus der Kreisstadt und dem gleichnamigen Landkreis Kuşadası der Provinz Aydın und wurde hier 1934 gegründet. In den Jahren 1986 bis 1991 und 1996 bis 2000 war der Verein Mitglied der TFF 1. Lig und spielt seit 2021 in der viertklassigen TFF 3. Lig. Der Verein hieß eine Zeit lang Kuşadası Gençlik ve Spor Kulübü, kurz Kuşadası GSK.

## Geschichte

### Gründung
Kuşadasıspor wurde 1934 nach Bestrebungen einiger Stadtnotabeln gegründet.

### Einstieg in den Profifußball
Nachdem zum Sommer 1980 der türkische Profifußball von bisher drei auf lediglich zwei Profiligen reduziert worden war, wurde 1984 auf Direktive des damaligen Staatspräsidenten Turgut Özal die dritthöchste professionelle Fußballliga, die 3. Lig, mit heutigem Namen TFF 2. Lig, wieder eingeführt. Darüber hinaus wurde verkündet, dass man nach Erfüllung bestimmter Auflagen und Bedingungen eine Ligateilnahme beantragen könne. Um die Stadtentwicklung voranzutreiben, bemühten sich mehrere Stadtnotabeln darum, die Auflagen zu erfüllen. Nachdem man die Auflagen erfüllt hatte, bestätigte der türkische Fußballverband die Teilnahme. So nahm Kuşadasıspor in der Spielzeit 1984/85 der wiedereingeführten 3. Lig teil. Bereits zur ersten Saison erreichte der Verein die Meisterschaft der 3. Lig und stieg zum ersten Mal in der Vereinsgeschichte in die zweithöchste türkische Spielklasse, damals als 2. Lig bezeichnet, auf. Schon in dieser ersten Saison lieferte sich Kuşadasıspor mit der Mannschaft der Provinzhauptstadt, Aydınspor, ein Kopf-an-Kopf-Rennen. Am Saisonende wurde man mit zwei Punkten Unterschied auf Aydınspor Vizemeister der 3. Lig und verpasste so die erste Teilnahme an der 2. Lig.

### Aufstieg in die 2. Lig und die Zweitligaspielzeiten
Bereits in der zweiten Drittligasaison, der Saison 1985/86, erreichte Kuşadasıspor durch die Meisterschaft der 3. Lig den ersten Aufstieg der Vereinsgeschichte in die 2. Lig. In die 2. Lig aufgestiegen, belegte der Klub die ersten vier Spielzeiten immer Tabellenplätze in der oberen Tabellenhälfte und zählte so zu den etablierten Teams der 2. Lig. In der Saison 1990/91 geriet das Team im Saisonverlauf in die Abstiegsregion und konnte zum Saisonende den Klassenerhalt nicht erreichen. So stieg der Verein nach fünfjähriger Zweitligazugehörigkeit wieder in die 3. Lig ab.

### Zweite Zweitligaperiode
In die 3. Lig abgestiegen gelang Kuşadasıspor erst in der Saison 1995/96 durch die errungene Drittligameisterschaft der Aufstieg in die 2. Lig. Während dieser Zeit wurde der Verein von einem Mäzen finanziell unterstützt und verstärkte sich mit gestandenen Erstligaprofis wie Feyyaz Uçar, Şener Kurtulmuş, Levent Eriş. Zwar spielte man in einigen Spielzeiten um den Aufstieg in die 1. Lig, verpasste ihn aber jedes Mal deutlich. Nachdem der erwartete Erfolg ausblieb zogen sich die Geldgeber zurück, sodass der Verein wieder auf sich selbst gestellt war.

### Abstieg bis in die Amateurliga
In der Zweitligasaison 1999/2000 stieg der Verein nach verpasstem Klassenerhalt wieder in die 3. Lig ab. Auch hier misslang der Klassenerhalt, sodass man zum Sommer 2001 in die Amateurliga abstieg.

### Aktuelle Situation
In der Saison 2009/10 erreichte man die Meisterschaft der Aydın Süper Amatör Ligi, der sechsthöchsten Division und der zweithöchsten Amateurliga der Türkei, und stieg in die Bölgesel Amateur Ligi (dt. Regionale Amateurliga), in die höchsten türkischen Amateurliga, auf. Mit der Meisterschaft der höchsten Amateurliga 2020/21 und somit dem Aufstieg in die viertklassige TFF 3. Lig stieg der Verein nach 20 Jahren wieder in die Professionalität ein.

## Erfolge
- Meisterschaft der TFF 2. Lig (2): 1985/86, 1995/96
- Aufstieg in die TFF 1. Lig (2): 1985/86, 1995/96

## Ligazugehörigkeit
- 2. Liga: 1986–1991, 1996–2000
- 3. Liga: 1984–1986, 1991–1996, 2000–2001
- 4. Liga: 2001-
- Amateurliga: Seit 2001

## Stadion
Das Kuşadası Özer-Türk-Stadion wurde während der Amtsperiode des Vereinspräsidenten und des damals amtierenden Bezirksmeisters Engin Berberoğlu gebaut. Benannt ist das Stadion nach dem ehemaligen Kaymakam Özer Türk der Stadt Kuşadası. Dieser zeigte großen Einsatz in der Stadtentwicklung während seiner Amtsperiode von 1967 bis 1970. Unter anderen Sorgte er dafür, dass Kuşadası zu dem ersten Tourismusstandort der Türkei wurde. Wegen dieser Verdienste setzte Berberoğlu diesen Namen durch.

## Bekannte ehemalige Spieler
- İlhan Mansız
- Orhan Ak
- Feyyaz Uçar
- Levent Eriş
- Hakan Tecimer
- Ümit Kayıhan
- Ferhat Çulcuoğlu
- Şener Kurtulmuş
- Hikmet Çapanoğlu
- Ümit İnal

## Ehemalige Trainer (Auswahl)
- Nevzat Güzelırmak
- Sinan Engin
- Candan Tarhan
- Yıldırım Uran
- Halil Kiraz
- Necdet Zorluer
- Ahmet Kayahan (Juli 1997 – November 1997)
- Mustafa Ati Göksu (August 1997 – Oktober 1997)
- Sinan Engin (Oktober 1998 – Mai 1999)